# Крафт I фон Тогенбург
Крафт I фон Тогенбург (на немски: Kraft I von Toggenburg; † между 15 юли 1249 и 1254) от фамилията „фон Тогенбург“ е граф на Тогенбург (1235 – 1249) (в кантон Санкт Гален, Швейцария).

## Произход
Той е син на граф Дитхелм VII фон Тогенбург († 1235) и съпругата графиня Гертруд фон Нойенбург-Нидау († 1260), дъщеря на граф Улрих III фон Нидау/дьо Ньошател († 1225) и Гертруд фон Еберщайн († сл. 1201) или графиня Йоланта фон Урах. Внук е на граф Дитхелм V/VI фон Тогенбург († 1230) и Гута фон Раперсвил († 1229), дъщеря на Улрих цу Ванделбург, граф фон Раперсвил.
Брат е на граф Дитхелм III/VII фон Тогенбург († 4 септември 1248).

## Фамилия
Крафт I фон Тогенбург се жени за Елизабет фон Буснанг († 1275/1276), дъщеря на Албрехт II фон Буснанг († сл. 1209) и съпругата му фон Вартенберг, дъщеря на Конрад фон Вартенберг († сл. 1205). Те имат децата:
- деца фон Тогенбург († сл. 1259)
- Дитхелм IV/IX фон Тогенбург († 1283), граф на Тогенбург (1249 – 1283)
- Крафт II фон Тогенбург († сл. 1266), граф на Тогенбург (1249 – 1261)
- Фридрих III фон Тогенбург († 17 януари 1309), граф на Тогенбург (1249 – 1309), женен за Клеменция фон Верденберг († 28 февруари 1282), дъщеря на граф Рудолф I фон Верденберг-Монфор-Брегенц († 1244/1247) и Клемента фон Кибург († 1249)
- Вилхелм фон Тогенбург († сл. 1266)